# Trest smrti v Guatemale
Trest smrti v Guatemale je zákonnou formou trestu a provádí se většinou smrtící injekcí a v menší míře zastřelením popravčí četou. Trest smrti zůstal zachován pouze ve vojenském zákoníku, pro civilní trestné činy byl zrušen v říjnu 2017. Od roku 1983 do dubna 2017 bylo v zemi provedeno pět poprav. Všechny byly živě vysílány v televizi. Poslední poprava byla vykonána dne 29. června 2000, kdy byli v přímém televizním přenosu popraveni smrtící injekcí únosci a vrazi Amilcar Cetino Perez a Tomas Cerrate Hernandez.
Od roku 2005 do roku 2012 byly rozsudky všech 54 vězňů odsouzených k smrti změněny na doživotí. V letech 2007, 2010, 2012, 2014 a 2016 Guatemala hlasovala pro přijetí moratoria OSN na trest smrti. V roce 2008 se zdržela hlasování.
V roce 2017 Guatemala zrušila trest smrti za občanské zločiny. Od té doby lze trest smrti uplatňovat pouze v době války. Jak bývalý prezident Jimmy Morales, tak jeho nástupce Alejandro Giammattei vyjádřili podporu trestu smrti.

## Seznam poprav od roku 1983 na území Guatemaly
Seznam osob popravených na území Guatemaly od roku 1983 do roku 2000.
| Jméno popravené osoby    | Pohlaví | Datum popravy   | Zločin                                | Způsob popravy          | Za prezidenta    |
| ------------------------ | ------- | --------------- | ------------------------------------- | ----------------------- | ---------------- |
| Pedro Castillo           | muž     | 13. září 1996   | únos, znásilnění a vražda 4leté dívky | poprava zastřelením     | Álvaro Arzú      |
| Roberto Giron            | muž     | 13. září 1996   | únos, znásilnění a vražda 4leté dívky | poprava zastřelením     | Álvaro Arzú      |
| Manuel Martinez Coronado | muž     | 10. února 1998  | vražda sedmi lidí                     | poprava smrtící injekcí | Álvaro Arzú      |
| Amilcar Cetino Perez     | muž     | 29. června 2000 | únos a vražda                         | poprava smrtící injekcí | Alfonso Portillo |
| Tomas Cerrate Hernandez  | muž     | 29. června 2000 | únos a vražda                         | poprava smrtící injekcí | Alfonso Portillo |